# Копань (Самборский район)
Копань (укр. Копань) — село в Бисковичской сельской общине Самборского района Львовской области Украины.
Население по переписи 2001 года составляло 78 человек. Занимает площадь 0,84 км². Почтовый индекс — 81422. Телефонный код — 3236.